# Kondakopszyno (przystanek kolejowy)
Kondakopszyno (ros. Кондакопшино) – przystanek kolejowy w miejscowości Petersburg, w Rosji. Położony jest na linii dawnej Kolei Warszawsko-Petersburskiej.